# Palais Astengo
Pour les articles homonymes, voir Astengo.
 (février 2020).
Le palais Astengo est un bâtiment néo-Renaissance de Florence, situé sur la place d'Azeglio.

## Histoire et description
Le palais a été érigé sur commande du sénateur Giacomo Astengo et conçu par l'architecte Vincenzo Micheli, entre 1870 et 1871. Avec le transfert de la capitale à Rome et le changement de résidence du propriétaire, le bâtiment a été acheté par Pitagora Marabottini Marabotti, pour être revendu en 1887 à Giovanni Cini qui l'a conservé jusqu'à sa mort en 1930. Acheté par le comte Guglielmo Guerrini la même année, il est resté dans la famille jusqu'en 1950, quand il est parvenu aux Donzelli Ricceri. 
C'est un autre exemple du style de Giuseppe Poggi parmi les nombreux palais donnant sur la place. Il fait partie des nombreux bâtiments érigés le long du nouveau cercle d'avenues dans le dernier quart du XIXe siècle. Il est construit en pietra serena pour les précieux éléments décoratifs.  